# Континентальный водораздел (фильм)
«Континентальный водораздел» (англ. Continental Divide) — американская романтическая кинокомедия с Джоном Белуши и Блэр Браун в главных ролях. Премьера состоялась 18 сентября 1981 года. За выдающееся исполнение, Блэр была номинирована на Золотой глобус. Это первый фильм, спродюсированный компанией Стивена Спилберга Amblin Entertainment.

## Сюжет
Чикагский репортёр Эрни Сучак (Джон Белуши) расследует коррупционный скандал, в который вовлечены местные власти. После проведённого расследования коррупционных схем по продаже земельных участков, репортёр подвергся нападению со стороны офицеров полиции, посланных городским консулом, что оканчивается для него больничной палатой.
Редактор газеты, в которой работает Сучак, принимает решение выслать его из города ради его же собственной безопасности. Городской житель Сучак неохотно отправляется в Скалистые горы, чтобы взять интервью у доктора Нелл Портер (Блэр Браун), которая ведёт затворнический образ жизни и проводит научные исследования жизни белоголовых орланов.
Повстречавшись, оба скептически относятся друг к другу. Узнав, что Сучак является репортёром, Нелл пытается его выгнать, но понимает, что без проводника, который вернётся только  через две недели, ему не выжить в горах. Он скептически относится к её работе, но приходит к Портер, чтобы полюбоваться её сильным характером и самоотдачей. Сначала она разрешает ему остаться до тех пор, пока он не закончит свой очерк. Научившись уважать друг друга, она наконец позволяет ему написать о ней. В конечном итоге, они оба влюбляются. Герои часто попадают в приключения: он подвергается нападению горного льва, встречает известного американского футболиста, решившего оставить цивилизацию и стать одичавшим горным человеком, а в конечном итоге Эрни повреждает спину в результате несчастного случая.
Сучак возвращается в Чикаго с мыслями о своей новой знакомой. Когда он узнаёт, что один из его информаторов «случайно» погиб, он начинает новое преследование с разоблачительными статьями о городском консуле, что вынуждает оного в конечном итоге покинуть страну. Текущие бурные дела в Чикаго несколько притупляют страсть репортёра к женщине-отшельнице.
Но однажды, Сучак обнаруживает, что Портер приезжает в Чикаго с презентацией на конференцию. С некоторыми сомнениями, Сучак решает прийти на презентацию. Их чувства вспыхивают вновь. Герои испытывают счастье быть вместе, но возникают сложности с их принципиально разным образом жизни, поэтому те решают разлучиться вновь.
Сучак приезжает на вокзал и провожает её в вагоне поезда. Их прощание затягивается, поэтому Сучак решает взять билет до следующей станции, проехав часть маршрута вместе с ней. На следующих станциях история повторяется вновь и вновь, и в конечном итоге они вместе приезжают в Вайоминг. Они понимают, что не могут жить без друг друга и решают пожениться. Фильм заканчивается, когда главный герой ловит уходящий поезд до Чикаго, а молодожёны обещают друг другу увидеться очень скоро.

## В ролях
- Джон Белуши — Эрни Сучак, чикагский репортёр
- Блэр Браун — Нелл Портер, исследователь дикой природы
- Аллен Гарфилд — Говард МакДэрмот
- Тони Ганиос —  Макс Бернбаум, одичавший американский футболист
- Вэл Эйвери — Яблоновитц, городской консул

## Производство
В конце  фильма звучит песня «Never Say Goodbye» в исполнении Хелен Редди.

## Внешние ссылки
- Continental Divide (англ.) на сайте Internet Movie Database
- «Continental Divide» (англ.) на сайте Rotten Tomatoes
- «Continental Divide» (англ.) на сайте Box Office Mojo